# Олександрівка (Брагінський район)
Олександрівка — (біл. вёска Аляксандраўка), село (веска) в складі Брагінського району розташоване в Гомельській області Білорусі. Село підпорядковане Новойолчанській сільській раді і в ньому мешкає 14 осіб (станом на 2004 рік). 
Село Олександрівка розташоване на південному сході Білорусі, у південній частині Гомельської області - орієнтовне розташування, за 45 кілометрів на південний схід від районного центру Брагіна та за 4 км від залізничної станції Йолча.